# أوتار بك
أوتار بك، المعروف أيضًا باسم أوتار خان، والمعروف فيما بعد باسم ذو الفقار خان (ولد حوالي 1583، – توفي 1662/63)، كان قائدًا عسكريًا صفويًا، غلامًا ملكيًا، ومسؤولًا من عشيرة باراتاشويلي-أوربيليشويلي (أوربيلياني) الجورجية.